# Vápno

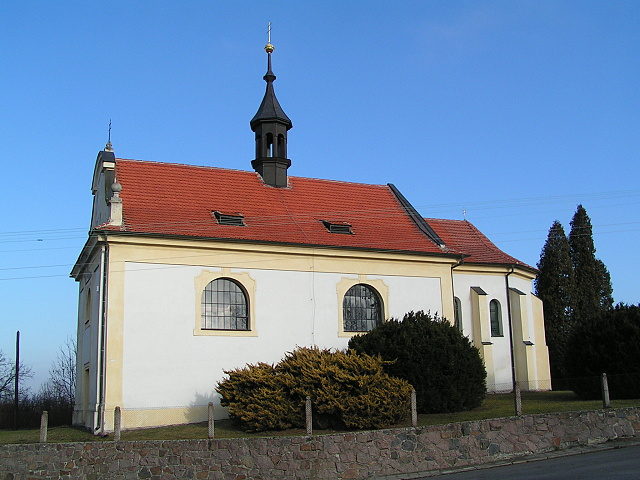
Kirche des hl. Georg

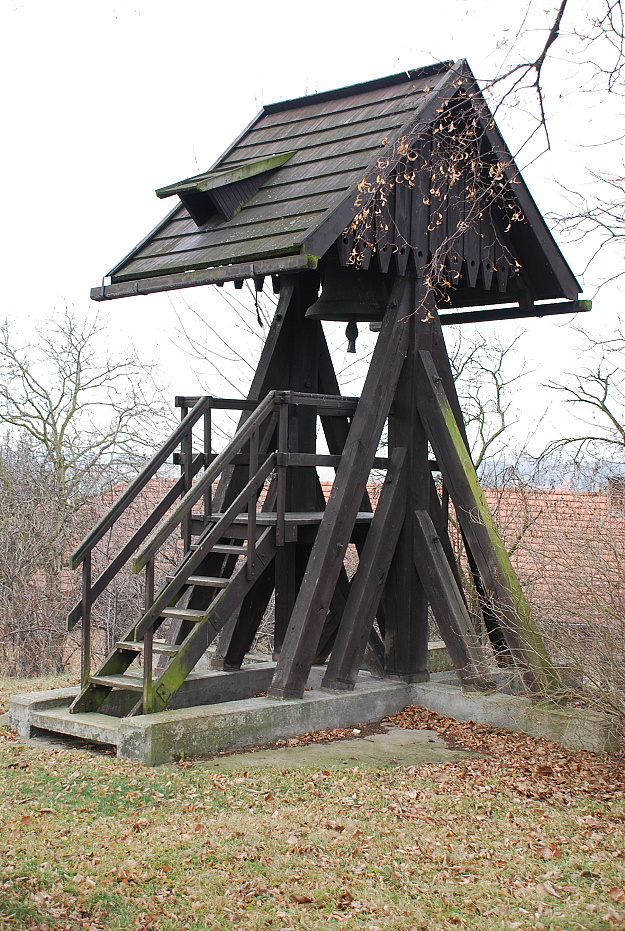
Glockenturm

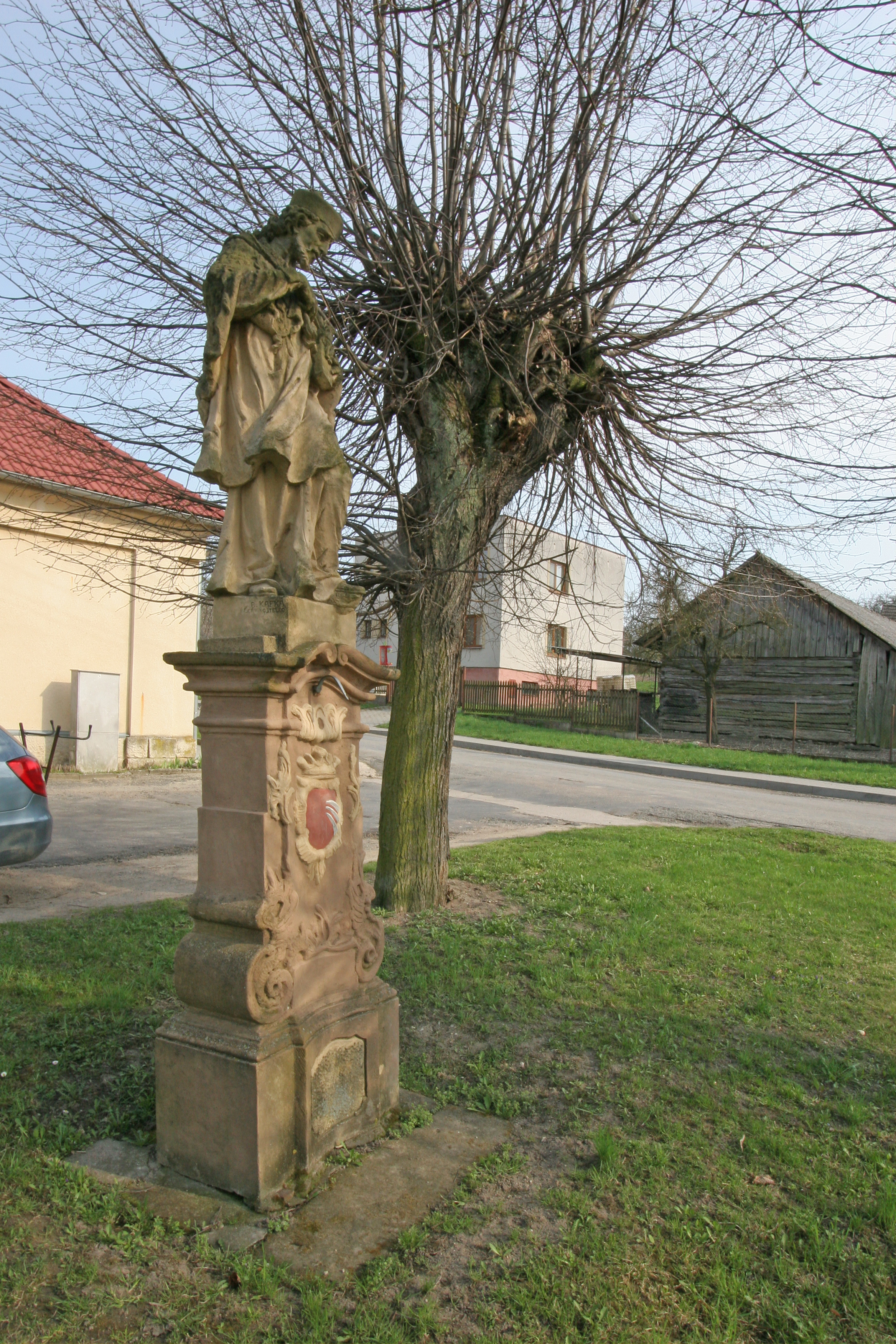
Statue des hl. Johannes von Nepomuk

Vápno (deutsch Wapno) ist eine Gemeinde in Tschechien. Sie liegt acht Kilometer südöstlich von Chlumec nad Cidlinou und gehört zum Okres Pardubice.

## Geographie
Vápno befindet sich linksseitig des Baches Strašovský potok am Fuße der Dobřenická plošina (Dobrzenitzer Hochfläche) in der Středolabské tabule (Tafelland an der mittleren Elbe). Nördlich des Dorfes liegt der Teich rybník pod Vápnem, südwestlich der Strašovský rybník (Straschower Teich). Im Süden erhebt sich die Sušina (259 m n.m.). 
Nachbarorte sind Malé Výkleky im Norden, Na Obci und Voleč im Nordosten, U Aničky, Žáravice und Vyšehněvice im Osten, Sopřeč und Břehy im Südosten, Strašov im Süden, Bukovina und Komárov im Südwesten, Újezd u Přelouče und Přepychy im Westen sowie Klamoš im Nordwesten. 

## Geschichte
Die erste schriftliche Erwähnung des Dorfes Vápna erfolgte 1337 in der Landtafel, als die Herrschaft Hradišťko nach dem Tod des Dětoch von Třebelovice, genannt von Žiželice, Peter von Rosenberg zufiel. Der Ortsname leitet sich vom Kalkstein ab, der hier gewonnen wurde. Die älteste Nachricht von der Kirche St. Georg stammt von 1366. Im Jahre 1369 wurde das Dorf als Cymentum bzw. Wapno, sowie ab 1384 als Cementum alias wapno bezeichnet. 1420 wurde der katholische Pfarrer durch die Hussiten vertrieben. Im selben Jahre verkaufte Ulrich von Rosenberg Herrschaft Hradišťko-Žiželice an König Sigismund. Ab 1434 hatte Vápno wieder einen katholischen Pfarrer. Nachfolgende Besitzer der Herrschaft waren Heinrich von Wartenberg, die Grafen von Waldstein, ab 1517 Zdeniek Lev von Rosental und danach Wilhelm Kostka von Postupitz, der sie 1521 zusammen mit der Herrschaft Chlumetz an Vojtěch von Pernstein verkaufte. Johann von Pernstein, der die Herrschaften 1533 erworben hatte, veräußerte sie an König Ferdinand I., der sie 1547 zu einer Kammerherrschaft Chlumetz vereinigte. Im Jahre 1577 erhielt Johann von Wchinitz die Herrschaft als Pfand. König Matthias überschrieb 1611 die Kammerherrschaft Chlumetz für treue Dienste bei der Erlangung der Böhmischen Krone an Wenzel Graf Kinsky von Wchinitz und Tettau. Während des Ständeaufstandes von 1618 wurde der katholische Pfarrer entfernt und ein protestantischer Prediger eingesetzt. Nachdem Wenzel Graf Kinsky 1620 in die Chlumetzer Pfarrkirche St. Ursula einfiel, um hussitische Gottesdienste zu unterbinden, brach in der Gegend ein Aufstand aus. Während des Dreißigjährigen Krieges erlosch die Pfarre Vápno, die Kirche wurde dem Sprengel des Dechanten in Chlumetz zugewiesen. 1721 erhielt Vápno wieder eine Pfarre, der die Újezder Kirche als Filialkirche zugeordnet war. 1738 wurde eine Schule eingerichtet, die auch die Kinder aus den umliegenden Dörfern besuchten. Im Jahre 1775 kam es in der Herrschaft Chlumetz zu einem großen Bauernaufstand.
Im Jahre 1833 bestand das im Bidschower Kreis gelegene Dorf Wapno aus 34 Häusern, in denen 249 Personen lebten. Unter herrschaftlichem Patronat standen die Kirche des hl. Georg und die Schule. Außerdem gab es ein Wirtshaus. Wapno war Pfarrort für Augezd, Cheyst, Klamosch, Kolles, Komarow, Klein-Wiklek, Přepich, Schtit und Straschow. Bis zur Mitte des 19. Jahrhunderts blieb Wapno der Fideikommissherrschaft Chlumetz untertänig.
Nach der Aufhebung der Patrimonialherrschaften bildete Vápno ab 1849 mit dem Ortsteil Přepychy eine  Gemeinde im Gerichtsbezirk Chlumetz. Ab 1868 gehörte die Gemeinde zum Bezirk Neubydžow und Malé Výkleky kam als Ortsteil hinzu. 1869 hatte Vápno 229 Einwohner und bestand aus 37 Häusern. 1882 erfolgte der Bau eines neuen Schulhauses; zu dieser Zeit wurden 448 Kinder in fünf Klassen unterrichtet. Im Jahre 1900 lebten in Vápno 250 Menschen, 1910 waren es 228. Malé Výkleky und Přepychy lösten sich 1904 los und bildeten eigene Gemeinden. 1930 hatte Vápno 187 Einwohner und bestand aus 47 Häusern. Nach dem Zweiten Weltkrieg wurde der Großgrundbesitz der Grafen Kinsky enteignet. Im Jahre 1949 wurde die Gemeinde dem Okres Přelouč zugeordnet, seit 1960 gehört Vápno zum Okres Pardubice. Beim Zensus von 2001 lebten in den 49 Häusern der Gemeinde 126 Personen. 

## Gemeindegliederung
Für die Gemeinde Vápno sind keine Ortsteile ausgewiesen. Zu Vápno gehört die Einschicht U Aničky.
Das Gemeindegebiet bildet den Katastralbezirk Vápno u Přelouče.

## Sehenswürdigkeiten
- Kirche des hl. Georg am Hang unter der Sušina. Sie wurde 1366 erstmals als Pfarrkirche erwähnt. Nachdem die Pfarrei im Dreißigjährigen Kriegs erloschen war, wurde sie 1721 wiedererrichtet.
- Unterirdische Gänge. Einer Legende nach soll von der Kirche ein Gang zur heute unbekannten Feste Sušina geführt haben. Nach Berichten, wonach 1947 derartige Hohlräume entdeckt worden waren, wurden diese 2013 gesucht und mit der Freilegung begonnen. Nach durchgeführten Messungen wird ein ausgehauener Stollen vermutet, der zu den Mauerresten eines runden Objektes führt; es sollen sich auch unter Kirche Hohlräume befinden.[5]
- Offener hölzerner Glockenturm neben einer mächtigen Linde
- Mächtiger Birnbaum in den Feldern zwischen Vápno und Malé Výkleky, Baumdenkmal
- Statue des hl. Johannes von Nepomuk